# بلات ويتمان
بلات ويتمان (بالإنجليزية: Platt Whitman)‏ هو سياسي أمريكي، ولد في 5 فبراير 1871، وتوفي في 11 سبتمبر 1935. حزبياً، نشط في الحزب الجمهوري. وقد انتخب عضو جمعية ولاية ويسكونسن وانتخب عضو مجلس ولاية ويسكونسن.